# Noel Fielding
Noel Fielding (Londen, 21 mei 1973) is een Brits komiek, kunstenaar en acteur. Hij verwierf bekendheid met het sketchprogramma The Mighty Boosh en als teamcaptain in Never Mind the Buzzcocks. Hij is de broer van Michael Fielding, die eveneens aan The Mighty Boosh meewerkte.
In februari 2007 was hij te gast in een van de afleveringen van de humoristische muziekquiz Never Mind the Buzzcocks en sinds september 2009 is hij een van de vaste teamcaptains. Fielding deed drie keer mee aan The Big Fat Quiz of the Year: met Russell Brand (in 2006 en 2007) en met Richard Ayoade (in 2010). Ayoade en Fielding kenden elkaar van The Mighty Boosh en speelden beiden in de sitcom The IT Crowd.
Met de Schotse acteur Robbie Coltrane speelde Fielding in 2011 in de videoclip van "Deeper Understanding", een single van Kate Bush, afkomstig van haar album Director's Cut. Hij had eerder dat jaar verkleed als Bush deelgenomen aan Let's Dance for Comic Relief en bereikte toen de finale van dit dansprogramma. Hij schreef een boek over kunst, getiteld The Scribblings of a Madcap Shambleton. Sinds 2017 is hij een van de presentatoren van The Great British Bake-off. In 2021 keerde Fielding terug in Nevermind the Buzzcocks dat na zes jaar afwezigheid een doorstart maakte op Sky Max.  

## Filmografie
- Unnatural Acts (1998, televisieserie)
- Plunkett & Macleane (1999, film)
- Sweet (2001, korte film)
- Surrealissimo: The Scandalous Success of Salvador Dali (2002, televisiefilm)
- The Mighty Boosh (2003-2007, televisieserie)
- Garth Marenghi's Darkplace (2004, televisieserie)
- AD/BC: A Rock Opera (2004, televisiefilm)
- Nathan Barley (2005, televisieserie)
- The IT Crowd (2006-2010, televisieserie)
- Bunny and the Bull (2009, film)
- Never Mind the Buzzcocks (2009-2015, 2021-, quiz)
- Come on Eileen (2010, film)
- How Not to Live Your Life (2010, televisieserie)
- Horrid Henry: The Movie (2011, film)
- The Great British Bake-off (2017-, bakprogramma)